# 衣笠 (京都市)

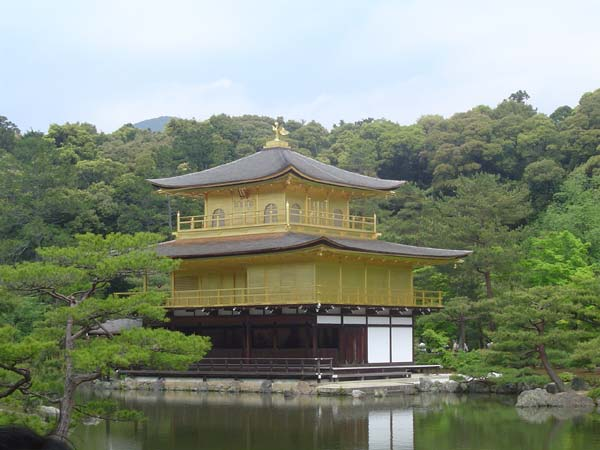
金閣寺

衣笠（きぬがさ）は、京都府京都市北区にある、衣笠山の東部および南麓一帯の地名。地域としては、公称町名に衣笠を冠する23の町のほか、等持院や小松原、平野、北野、大北山を冠する地域の全域あるいは一部なども含んだ、かつての葛野郡衣笠村の地域の一部、現在の衣笠学区と金閣学区のあたりを指す。

## 概要
北区と右京区の境界を成す衣笠山（きぬがさやま）は、宇多天皇（法皇）が夏のさなかに雪が見たいと所望して白絹をかけたという故事から「きぬかけ山」とも呼ばれ、それが衣笠山の東部および南麓一帯であるこの地の地名の由来となっている。
鹿苑寺（金閣寺）、等持院、真如寺など臨済宗の名刹、桜の名所として有名な平野神社、8月16日の夜の伝統行事である京都五山送り火のひとつである大文字山（通称：左大文字山）や、農耕と安産の神様として親しまれている敷地神社（通称：わら天神）など、多くの名勝・旧跡に恵まれ、京都府立堂本印象美術館や立命館大学衣笠キャンパスなどの文化施設や文教施設も立地している。石庭で有名な龍安寺も衣笠地区の西隣に隣接しており、四季を通じて多くの観光客で賑わう。
左京区北白川が学者・学生の町として第二次世界大戦前から特異な存在を誇ったのと同じように、日本画の画材となる自然があふれ名刹にも近く、京福電気鉄道（嵐電）や路線バスでの嵯峨野、嵐山へのアクセスにも便利な衣笠地区周辺には、大正末から昭和50年代頃まで、堂本印象、福田平八郎、徳岡神泉、小野竹喬、山口華楊、木島桜谷、菊池芳文、土田麦僊、菊池契月、金島桂華、といった日本画の大家とその門弟が集まった。また洋画では黒田重太郎があり、日本映画発祥の地としての等持院など、芸術文化の町として、戦前から日本全国に知られる。そのために衣笠地区周辺は、別名｢（衣笠）絵描き村｣とも呼ばれた。
かつては、東亜キネマ等持院撮影所（後の東亜キネマ京都撮影所）や、プロ野球松竹ロビンスのフランチャイズ球場であった衣笠球場や、京都府立図書館上京分館が存在した。

## 歴史
旧葛野郡衣笠村は、明治22年（1895年）に、大北山・小北山・北野・大将軍・松原・等持院の6村が合併して成立し、旧村名を継承した6大字を編成した。村名は衣笠山に由来する。
旧6村の明治に入ってからの動きについて、小北山村は明治元年（1868年）に平野村を合併、等持院村（等持院門前）は明治5年（1872年）に真如寺門前を合併、大将軍村は東部の町場化していた6町（大上之町、大東町、下竪町、下横町、西町、東竪町）が明治元年（1868年）7月に上京（後の上京区仁和学区）に編入されている。
衣笠村は1918年（大正7年）4月に京都市に編入され、当時の上京区の一部となり、1955年（昭和30年）に上京区から北区を分区して以来、北区に編入され、現在の境域となった。
学区（元学区）については、小学校を単位に衣笠学区、大将軍学区、金閣学区がある。1918年（大正7年）4月、京都市上京区に編入された旧衣笠村の区域が上京第35学区となり、昭和4年（1929年）学校名により衣笠学区となった。大将軍小学校は、1931年（昭和6年）に第二衣笠校として創立され、1941年（昭和16年）に校名を大将軍に改称した。また、金閣学区については、1965年（昭和40年）に第二衣笠校（現在の金閣小学校）開校に伴い第二衣笠学区として設立された。

## 交通
※「衣笠」を冠する公称町名に関する範囲について記す。
地域内を走る鉄道は無く、路線バスのみ。
- 主な道路
  - 京都市道181号京都環状線 - 西大路通・北大路通
  - 京都市道183号衣笠宇多野線 - 木辻通（きぬかけの路）
  - 鞍馬口通
  - 鏡石通

## 主な施設

### 文教施設など
※立命館大学を除き、「衣笠」を冠する公称町名に立地、所在しているものを記す。
- 立命館大学衣笠キャンパス

1939（昭和14）年11月に立命館日満高等工科学校等持院学舎（現在の立命館大学理工学部）として開設。1981年（昭和56年）に当時の広小路キャンパスから全面移転し、現在は法学部、文学部、産業社会学部、国際関係学部が所属している。
- 京都市立衣笠中学校

1948年（昭和23年）開校。
- 京都市立金閣小学校（旧称・京都市立第二衣笠小学校）

1958年（昭和33年）、京都市立衣笠小学校宮敷分校（最初は北区平野宮敷町で分教場）として開校ののち、1965年（昭和40年）に京都市立第二衣笠小学校として分離。1972年（昭和47年）、現校名に改称。
- 衣笠幼稚園

学校法人大五洋が運営する私立幼稚園。1953年（昭和28年）創立。
- 衣笠こども園（旧名 衣笠保育園）

社会福祉法人大五京が運営する私立こども園。1950年（昭和25年）、上京区小松原にて創立したのち、1960年（昭和35年）に現在地に移転。2015年（平成27年）4月より衣笠こども園として、保育園から幼保連携型認定こども園に移行。

### 主な寺社・名勝・旧跡・レジャー
※鹿苑寺を除き、「衣笠」を冠する公称町名に立地、所在しているものを記す。
- 鹿苑寺（金閣寺）

足利義満の別荘を、その死後に寺とした相国寺の山外塔頭寺院。金箔が貼られた舎利殿（金閣）は昭和時代の再建だが、北山文化を伝える代表的な建築である。世界遺産「古都京都の文化財」の構成物件。
- 菩提樹山 法音寺[23]

浄土宗西山派の寺院。旧大北山村の菩提寺であり、五山送り火においては同地に所在する左大文字の親火が採火される。
- 敷地神社（わら天神）
- 岩陰氷室跡
- 紙屋川
- しょうざん光悦芸術村

紙屋川沿いに位置する日本庭園を核とする複合リゾート施設。

## 関連人物
括弧内は、生没年・生前の居住地の順に記す。
- 堂本印象 （1891年 - 1975年、北区平野上柳町）
- 福田平八郎 （1892年 - 1974年、北区等持院）
- 徳岡神泉 （1896年 - 1972年、北区等持院西町）
- 小野竹喬 （1889年 - 1979年、北区等持院北町）
- 山口華楊 （1899年 - 1984年、北区北野紅梅町）
- 木島桜谷 （1877年 - 1938年、北区等持院東町）
- 金島桂華 （1892年 - 1974年、北区平野八丁柳町）
- 黒田重太郎 （1887年 - 1970年、北区北野紅梅町）
- 牧野省三 （1878年 - 1929年、北区等持院北町）